# Lac de Bardača
Le lac de Bardača est composé d'un lac ainsi que d'un complexe de marais, situé dans la municipalité de Srbac, au nord de la république serbe de Bosnie, en Bosnie-Herzégovine. 

## Protection
L'ensemble de la zone humide constitue un parc naturel, reconnu site ramsar depuis 2007. Le site est également classé zone importante pour la conservation des oiseaux depuis 2013.